# HC Stadion Litoměřice
HC Stadion Litoměřice (celým názvem: Hockey Club Stadion Litoměřice) je český klub ledního hokeje, který sídlí v Litoměřicích v Ústeckém kraji. Založen byl v roce 1949 pod názvem Radobýl Litoměřice. V roce 1957 se poté název změnil na VTJ Litoměřice a Litoměřice hrály i dva ročníky nejvyšší československou hokejovou soutěž a to v sezónách 1961/62 a 1963/64. Po pádu komunistického režimu a odchodu z pod hlavičky ministerstva vnitra přišla i první změna názvu. Svůj současný název nese od roku 2000. Od sezóny 2010/11 působí v 1. lize, druhé české nejvyšší soutěži ledního hokeje. Klubové barvy jsou bílá, oranžová a modrá.
Své domácí zápasy odehrává v Kalich aréně s kapacitou 1 750 diváků.

## Historie

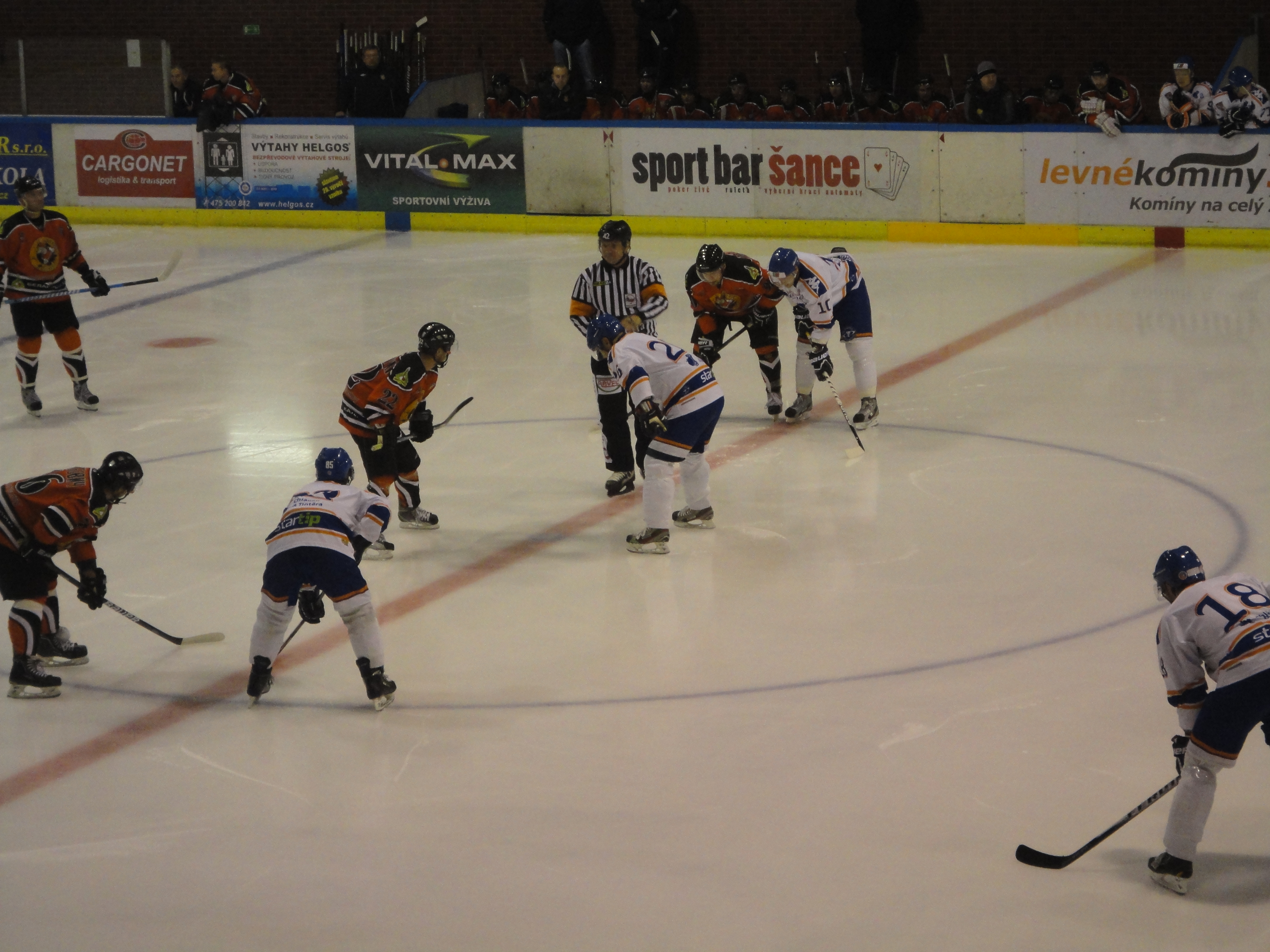
HC Stadion Litoměřice v přátelském utkání proti Šachtar Soligorsk

Klub byl založen v roce 1949 pod názvem Radobýl Litoměřice.
V roce 2008/09 hrály Litoměřice 2. národní hokejovou ligu. V základní části obsadily 14. místo a v playoff se dostali až do čtvrtfinále ale tam je vyřadil tým HC Tábor. V sezóně 2009/10 se klub probojoval do 1. české hokejové ligy s tím, že v Litoměřicích zároveň mohou od května 2010 používat nově rekonstruovanou Kalich arénu.
V sezóně 2010/11 obsadily Litoměřice 13. příčku (5. příčku II.části B), takže nehrály play-off ani play-out. V následující sezóně 2011/12 skončily Litoměřice po základní části 1. české hokejové ligy na 9. místě a tak se těsně neprobojovaly do play-off, ale v play-out se v 1. lize udržely.
Před sezónou 2012/13 navázaly spolupráci s HC Sparta Praha. V sezóně 2013/14 se umístily na 7. místě. Ke konci sezóny 2014/15 skončila tříletá spolupráce s pražskou Spartou, díky čemuž mohl klub od sezóny 2015/16 navázat spolupráci s hradeckým Mountfieldem.

## Historické názvy
Zdroj:
- 1949 – Radobýl Litoměřice (založení hokejového týmu)
- 1957 - VTJ Litoměřice (Vojenská tělovýchovná jednota Litoměřice)
- 1970 - TJ Rudá Hvězda Litoměřice (Tělovýchovná jednota Rudá hvězda Litoměřice)
- 1990 – TJ ODDM Stadion Litoměřice (Tělovýchovná jednota Okresní dům dětí a mládeže Stadion Litoměřice)
- 2000 – HC Stadion Litoměřice (Hockey Club Stadion Litoměřice)

## Významní odchovanci
Mezi slavné odchovance klubu patří např. vítěz Stanley Cupu obránce Martin Škoula , olympijský vítěz z Nagana gólman Milan Hnilička, nebo dvojnásobný mistr České republiky Petr Přikryl. Dalším známým odchovancem je také bývalý reprezentační obránce Radek Hamr a hrající extraligoví hráči Kamil Kreps, Tomáš Svoboda a mistr ELH 15/16 Michal Birner.

## Statistiky

### Přehled ligové účasti
Stručný přehled
Zdroj:
- 1993–1994: Severočeský krajský přebor (4. ligová úroveň v České republice)
- 1994–1995: 2. liga – sk. Západ (3. ligová úroveň v České republice)
- 2002–2005: Ústecký krajský přebor (4. ligová úroveň v České republice)
- 2005–2006: bez soutěže
- 2006–2007: Ústecký krajský přebor (4. ligová úroveň v České republice)
- 2007–2010: 2. liga – sk. Západ (3. ligová úroveň v České republice)
- 2010– : 1. liga (2. ligová úroveň v České republice)

Jednotlivé ročníky
Zdroj:
Legenda: ZČ - základní část, červené podbarvení - sestup, zelené podbarvení - postup, fialové podbarvení - reorganizace, změna skupiny či soutěže
| Česko (1993 – 2023 )                                                                          |                            |           |     |                                                             |                  |                          |
| Sezóny                                                                                        | Soutěž                     | Úroveň    | ZČ  | Play-off, nadstavba, sk. o udržení...                       | Cel. um.         | Poznámky                 |
| 1993/94                                                                                       | Severočeský krajský přebor | 4. úroveň | ?   | Ne                                                          |                  | Koupě licence od Mělníka |
| 1994/95                                                                                       | 2. liga – sk. Západ        | 3. úroveň | 16. | Ne                                                          |                  | Sestup                   |
| ...                                                                                           |                            |           |     |                                                             |                  |                          |
| 2002/03                                                                                       | Ústecký krajský přebor     | 4. úroveň | 3.  | Semifinále                                                  |                  |                          |
| 2003/04                                                                                       | Ústecký krajský přebor     | 4. úroveň | 2.  | Finále                                                      |                  |                          |
| 2004/05                                                                                       | Ústecký krajský přebor     | 4. úroveň | 3.  | Finále                                                      |                  |                          |
| V letech 2005–2006 byl klub bez A-mužstva, v soutěžích přihlášena pouze mládežnická družstva. |                            |           |     |                                                             |                  |                          |
| 2006/07                                                                                       | Ústecký krajský přebor     | 4. úroveň | 2.  | Nadstavbová část (2. místo)                                 |                  | Koupě licence od Teplic  |
| 2007/08                                                                                       | 2. liga – sk. Západ        | 3. úroveň | 9.  | Ne                                                          |                  |                          |
| 2008/09                                                                                       | 2. liga – sk. Západ        | 3. úroveň | 14. | Čtvrtfinále (prohra 0:3 na zápasy s HC Tábor)               |                  |                          |
| 2009/10                                                                                       | 2. liga – sk. Západ        | 3. úroveň | 4.  | Finále (výhra 3:2 na zápasy s HC Most)                      |                  | Baráž                    |
| 2010/11                                                                                       | 1. liga                    | 2. úroveň | 15. | Ne                                                          |                  |                          |
| 2011/12                                                                                       | 1. liga                    | 2. úroveň | 9.  | Ne                                                          |                  | Baráž                    |
| 2012/13                                                                                       | 1. liga                    | 2. úroveň | 10. | Ne                                                          |                  | Baráž                    |
| 2013/14                                                                                       | 1. liga                    | 2. úroveň | 7.  | Čtvrtfinále (prohra 2:4 na zápasy s HC Olomouc)             |                  |                          |
| 2014/15                                                                                       | 1. liga                    | 2. úroveň | 8.  | Předkolo (prohra 0:3 na zápasy s HC Benátky nad Jizerou)    |                  |                          |
| 2015/16                                                                                       | 1. liga                    | 2. úroveň | 10. | Předkolo (prohra 0:3 na zápasy s HC AZ Havířov 2010)        |                  |                          |
| 2016/17                                                                                       | 1. liga                    | 2. úroveň | 11. | Ne                                                          |                  |                          |
| 2017/18                                                                                       | 1. liga                    | 2. úroveň | 11. | Ne                                                          |                  |                          |
| 2018/19                                                                                       | 1. liga                    | 2. úroveň | 8.  | Čtvrtfinále (prohra 1:4 na zápasy s HC Dukla Jihlava)       | 8. místo         |                          |
| 2019/20                                                                                       | 1. liga                    | 2. úroveň | 6.  | play-off zrušeno kvůli pandemii covidu-19                   |                  |                          |
| 2020/21                                                                                       | 1. liga                    | 2. úroveň | 7.  | Čtvrtfinále (prohra 3:4 na zápasy s HC Dukla Jihlava)       | 7. místo         |                          |
| 2021/22                                                                                       | 1. liga                    | 2. úroveň | 1.  | Čtvrtfinále (prohra 1:3 na zápasy s LHK Jestřábi Prostějov) | 5. místo         |                          |
| 2022/23                                                                                       | 1. liga                    | 2. úroveň | 5.  | Čtvrtfinále (prohra 0:3 na zápasy s LHK Jestřábi Prostějov) | 6. místo         |                          |
| 2023/24                                                                                       | 1. liga                    | 2. úroveň | 4.  | Semifinále (prohra 3:4 na zápasy s Berani Zlín)             | Bronzová medaile |                          |
| 2024/25                                                                                       | 1. liga                    | 2. úroveň | 5.  | Semifinále (prohra 2:3 na zápasy s RI Okna Berani Zlín)     |                  |                          |

### Přehled kapitánů a trenérů v jednotlivých sezónách
| Sezóna    | Soutěž              | Kapitán                       | Trenéři                                                             |
| --------- | ------------------- | ----------------------------- | ------------------------------------------------------------------- |
| 2009/2010 | 2. liga – sk. Západ | Ladislav Slížek               | Daniel Tvrzník, Jindřich Setikovský                                 |
| 2010/2011 | 1. liga             | Ladislav Slížek               | Daniel Tvrzník, Jindřich Setikovský                                 |
| 2011/2012 | 1. liga             | Ladislav Slížek               | Daniel Tvrzník, Jindřich Setikovský                                 |
| 2012/2013 | 1. liga             | Ladislav Slížek               | Daniel Tvrzník, Milan Vrzal, Josef Řeháček                          |
| 2013/2014 | 1. liga             | Jaroslav Hašek                | Jiří Doležal, Daniel Tvrzník                                        |
| 2014/2015 | 1. liga             | Martin Novák                  | Jiří Doležal, Daniel Tvrzník                                        |
| 2015/2016 | 1. liga             | Jaroslav Kalla                | Jiří Kučera, Daniel Tvrzník; později Miloš Říha ml., Daniel Tvrzník |
| 2016/2017 | 1. liga             | Aleš Pavlas                   | Miloš Říha ml., Daniel Tvrzník                                      |
| 2017/2018 | 1. liga             | Aleš Pavlas                   | Miloš Říha ml., Daniel Tvrzník                                      |
| 2018/2019 | 1. liga             | Aleš Pavlas                   | David Bruk, Daniel Tvrzník                                          |
| 2019/2020 | 1. liga             | Aleš Pavlas, Daniel Voženílek | David Bruk, Daniel Tvrzník                                          |
| 2020/2021 | 1. liga             | Jan Výtisk                    | David Bruk, Daniel Tvrzník                                          |
| 2021/2022 | 1. liga             | Jan Výtisk                    | David Bruk, Daniel Tvrzník                                          |
| 2022/2023 | 1. liga             | Jan Výtisk                    | Miroslav Přerost, Radim Skuhrovec                                   |
| 2023/2024 | 1. liga             | Jiří Jebavý                   | Miroslav Přerost, František Ptáček                                  |
| 2024/2025 | 1. liga             | Jiří Jebavý                   | Jaroslav Nedvěd, Daniel Tvrzník                                     |